# Wacław Gogolewski
Wacław Gogolewski (ur. 1894 w Łodzi, zm. 16/17 stycznia 1945 w Łodzi-Radogoszczu) – poseł na Sejm II RP.
Absolwent 4 klas łódzkiego gimnazjum, od 1915 członek POW, w listopadzie 1918 brał udział w rozbrajaniu Niemców, następnie wstąpił do WP i od stycznia 1919 walczył w wojnie polsko-ukraińskiej jako żołnierz 28 pułku Strzelców Kaniowskich na Wołyniu i w Galicji Wschodniej oraz w wojnie polsko-bolszewickiej na Litwie. W 1920 został ciężko ranny na froncie polsko-bolszewickim i zwolniony z WP z powodu inwalidztwa. Później prowadził gospodarstwo rolne w Tuszynku Majorackim w gminie Kruszów, od 1925 wójt tej gminy. Członek Sejmiku Powiatowego w Łodzi i Związku Strzeleckiego na powiat łódzki. W wyborach do Sejmu w 1928 wybrany posłem z listy BBWR. W 1943 wstąpił do AK, w której był m.in. komendantem Rejonu Tuszyn. 30 września 1944 został aresztowany przez Gestapo i osadzony w areszcie śledczym przy ul. Sterlinga w Łodzi, po śledztwie i torturach osadzony w więzieniu w Radogoszczu, gdzie został zamordowany tuż przed wyzwoleniem miasta.
Był odznaczony Brązowym Krzyżem Zasługi.